# Alexis Musialek
Alexis Musialek (* 4. Juli 1988 in Dax) ist ein französischer Tennisspieler.

## Karriere
Musialek spielt seit 2013 regelmäßig Profiturniere und dort zunächst hauptsächlich auf der ITF Future Tour. Auf dieser gewann er im März 2013 in Israel auch seinen ersten Titel. Wenig später gab er in Blois sein Debüt auf der höher dotierten ATP Challenger Tour. Das Jahr beendete er mit Rang 457 erstmals in den Top 500. Von 2014 bis 2015 gewann er weitere sechs Futures im Einzel, womit er Mitte 2015 seine bisherige Einzel-Höchstplatzierung mit Platz 255 in der Weltrangliste errung. Daraufhin konnte er mehr Challengers spielen, wo er sich aber nicht durchsetzen konnte, sodass er im Ranking wieder zurückfiel. Bis 2018 hat er jeweils 9 Einzel- und Doppeltitel auf der Future Tour gewonnen.
Seinen bislang einzigen Auftritt auf der ATP World Tour bestritt er 2018 im Mixedwettbewerb der French Open, für den er von den Turnierverantwortlichen eine Wildcard erhielt. Hier gewann er als Partner von Kristina Mladenovic seine Auftaktpartie, ehe sie im Achtelfinale gegen Demi Schuurs und Matwé Middelkoop ausschieden.